# Zhang Xinxin
Zhang Xinxin (張辛昕T, 张辛昕S, Zhāng XīnxīnP; Pechino, 19 ottobre 1983) è un ex calciatore cinese, di ruolo centrocampista.